# Становлення і розвиток гірничої науки в Україні
Становлення і розвиток гірничої науки в Україні

## Стан питання
Якщо західноєвропейські культури, зокрема німецька, вийшли на рівень узагальнюючих фундаментальних видань з гірництва та металургії ще у XVI ст. (А. Магнус, Г. Агрікола, Л. Ерцкер), то східні слов'яни, зокрема українці, підійшли до цього пізніше, під певним впливом досягнень західної культури. Разом з тим, окремі здобутки непересічних особистостей, вчених, здавна були відомі у різних галузях гірничих і дотичних наук. Назвемо тут деякі з них.

## Перші відомі роботи українських вчених з гірництва і наук про Землю
Ізборники Святослава 1073 та 1076 рр. — пам'ятки давньоукраїнського перекладного письменства створені для чернігівського князя Святослава Ярославича, містять перелік і опис багатьох каменів-самоцвітів, ціни на них тощо.
Найстарша згадка, що пов'язана з вітчизняною науковою діяльністю гірничого напрямку, стосується Швайпольта (Святополка) Фіоля (1460—1526 рр.), слов'янського першодрукаря, який (можливо, у співпраці з українським вченим Юрієм Дрогобичем) видрукував перші книги тогочасною писемною українською мовою «Тріодь Пісна», «Тріодь Цвітна», «Часословець» і «Осьмогласник» (1491 р.). Окрім видавничої діяльності, Фіоль займався гірничою механікою й розробляв конструкції гірничих машин. 9 березня 1489 р. він отримав від польського короля Казимира IV привілей (патент) на винайдену ним машину для відкачки води з шахт, яка призначалася для свинцевих копалень в Олькуші. Цей винахід зацікавив видатного гірничого інженера й конструктора гірничих машин Йоганна Турзо (1437—1508 рр.), співвласника промислово-банківської компанії Фуггера-Турзо, яка утворила першу європейську гірничо-металургійну монополію. Факт технічної взаємодії Фіоля з Турзо зафіксовано в краківських архівах і вперше опубліковано у 1922 р. польським істориком Яном Пташніком. До речі, перша слов'янська друкарня Фіоля, що друкувала книги кирилицею, була заснована саме на кошти Турзо.
Інокентій Гізель (бл. 1600—1683 рр.) першим з відомих професорів Києво-Могилянської Колегії висвітлював у своїх лекціях багато даних з наук про Землю, дотичних до гірництва. Ним була висунута теза про незнищенність речовини, яка отримала подальший розвиток у відомих працях Лавуазьє і Ломоносова.
У 1627 р. в Києві виходить друком «Лексикон славенороський…» Памво (Степана) Беринди, який серед 7 тис. слів містить і терміни, пов'язані з гірництвом, корисними копалинами.
XVIII століття було знаменним для розвитку гірничої справи. В Києво-Могилянській академії вже в 1705—1709 рр. вивчалися основи наук про корисні копалини. У книзі ректора Академії Феофана Прокоповича (1681—1736 рр.) «Про досконалі змішані неживі тіла — метали, камені та інші» давалися докладні уявлення про смолу і сірку, нафту, бурштин, глини (гончарну, мергелі, білу глину), солі (викопну, морську, джерельну, аміачну, вірменську й купорос). Чи не вперше було сказано про причини професійних захворювань гірників:
«Більшість хвороб, з якими стикаються шахтарі й металурги, походять від сірки й ртуті».
Ф.Прокоповичем розглянуті корисні копалини в каменях і гемах (дорогоцінних каменях). Причому опрацьована їх первинна класифікація. Виділялися камені пористі і густі, прозорі й темні, геми і перли. Описано десятки найвідоміших мінералів; будівельних, дорогоцінних та напівдорогоцінних каменів; специфічних порід: пемза, мармур, магніт, сапфір, гіацинт, сардій, гранат, смарагд, адамант, карбункул, рубін, аметист, опал, топаз, берил, кришталь, яшма та ін.
У становленні гірничого права, виробничих відносин та організації гірничої справи в Україні певну роль відіграли відповідні Універсали українських гетьманів. Так, відомо 14 Універсалів І. Мазепи про виділення українській шляхті земель під устаткування рудень, селітряних заводів, ковальських цехів. Збереглися Універсали щодо влаштування рудень гетьманів Д. Многогрішного, І. Самойловича, Г. Гуляницького, військового підскарбія Р. Ракушки та ін.
Є свідчення про накопичення гірничо-металургійних знань ченцями Києво-Печерської лаври. У 1724 р. лаврою була запроектована перша в Україні доменна мануфактура, яка постала на рудоносних землях Стародубського полку.
Деякий вплив на формування вітчизняної геологічно-пошукової справи мали розвідувальні експедиції та геологічні дослідження відомих рудознавців та вчених, яких уряд Російської імперії направляв у XVIII ст. на Україну для виявлення родовищ корисних копалин (дослідження Георга Ніксона, Готліба Юнкера, Густава Райзера, Петра Палласа, Самуеля Гмеліна, Н. Г. Ліванова та ін.). На жаль, до утворення сталих форм передачі знань і досвіду (утворення шкіл) справа не дійшла.
Розвитку національної наукової термінології в галузі стислих наук, зокрема наук про Землю, сприяло створення у 1873 р. Наукового Товариства ім. Шевченка (НТШ) — по суті першої української академії наук.

## Розвиток гірничої науки в Україні у XIX столітті
Перший суттєвий крок в напрямку системного накопичення, розповсюдження та використання гірничо-геологічних знань в Україні був пов'язаний з будівництвом Луганського ливарного заводу й перших вугільних шахт Лисичанська (1796 р.), яке здійснювалося під керівництвом видатного шотландського гірничого інженера Карла Гаскойна та його талановитої команди (А. Пікарон, Т. Ропер, А. Сміт, Г. Шериф та ін.). Гаскойну підпорядковувалися усі розвідувальні експедиції, які в великій кількості організовувалися для вивчення Донбасу (пошук та розробку корисних копалин очолював Тимофій Ропер), що сприяло як розвитку всієї гірничої промисловості регіону, так і підготовці перших професійних гірничих кадрів, кузнею яких став Луганський завод. Він сконцентрував у собі велику кількість майстрів з України та Росії. На момент пуску заводу у 1798 р. Гаскойну вдалося зосередити тут 575 «майстрових» та приписати 2080 робітних селян, частина яких отримала гірничі та металургійні професії.

### Штейгерські школи в Лисичанську, Горлівці, Кривому Розі
Значні успіхи в промисловому видобутку вугілля у Лисичому Байраку (впровадження передової техніки, зокрема парових машин; будівництво пристойного селища гірників з небаченою раніше «соціальною сферою»), а також розуміння доброї перспективи розвитку Донбасу сприяли утворенню тут у 1806 р. першого в Україні гірничого училища — зразкової Штейгерської школи, біля витоків якої стояли сподвижники Гаскойна.
Училище користувалося великим авторитетом і повагою у гірників і проіснувало близько півсторіччя. Після деякої перерви Гірничий департамент Російської імперії ухвалив рішення у 1872 р. знову відкрити у Лисичанську відомий навчальний заклад. Положення про Лисичанську штейгерську школу було підписано особисто імператором Олександром II. У Положенні (статуті школи) серед іншого визначалася мета закладу:
«…приготовление штейгеров, то есть мастеров рудного дела, для каменноугольной области Донецкой».
Положенням була введена п'ятибальна система оцінювання знань, причому перевести студента на наступний курс можна було при оцінках з загальних дисциплін не менше трьох балів, а з «гірничого мистецтва» та «маркшейдерії» — не менше чотирьох балів. Термін навчання становив 4 роки. За успішне навчання виплачувалася «казенна стипендія», найкращі учні нагороджувалися преміями З'їзду гірничопромисловців.
Для потреб Лисичанської штейгерської школи було надано просторе приміщення у центрі міста. Дещо пізніше школі була передана лабораторія металургійного заводу з усім обладнанням (вважалося аксіомою, що гірничий спеціаліст повинен розумітися на металургії), а також побудована штольнева шахта для практичних занять.
Крім широковідомої державної Штейгерської школи у Лисичанську, в 70-х роках XIX ст. були утворені приватні гірничі училища у Кривому Розі (на кошти засновника найпотужнішого рудника С. М. Колачевського) та у Горлівці («Гірниче училище Самуїла Соломоновича Полякова»).

### Нафтопереробна справа на Західній Україні
Якщо гірництво на східних землях України базувалося здебільшого на металургії та видобутку вугілля, то основний розвиток на західних землях був пов'язаний у другій половині XIX ст. з розробкою нафтових родовищ і технологією буріння свердловин. Нафтові промисловці й компанії, зацікавлені у підвищенні фахових вмінь своїх працівників, організовували (у різних формах) навчання робітників і технічного персоналу, але воно носило локальний, виключно прикладний характер. Серед значних наукових досягнень, викликаних потребами часу, відмітимо знаковий факт співробітництва у сфері переробки нафти та використання світлих нафтопродуктів, який належить українській і польській культурам. У 1852 р. львівський аптекар Петро Миколяш доручив своїм досвідченим фармацевтам Ігнату Лукасевичу та Іванові Зеху розробити метод очищення нафти. Їх спільна праця була успішною. У 1853 р. Австрійське цісарське бюро патентів видало Іванові Зеху привілей (патент) на запропонований спосіб очищення нафтових дистилятів. Вперше створений гас відкрив нову сторінку в історії техніки, як пальне для освітлення, а згодом — моторне паливо. Майстер-бляхар Адам Братковський виготовив першу лампу для використання одержуваного гасу Зеха.

### Відкриття Катеринославського вищого гірничого училища
Центральною подією становлення гірничої освіти та науки в Україні було відкриття у 1899 р. Катеринославського вищого гірничого училища, відомого сьогодні як Національний гірничий університет (м. Дніпро). Цікавою особливістю виникнення цього провідного навчального закладу було те, що відкритий він був за рішенням XXI з'їзду гірничопромисловців Півдня Росії (1896 р.) і, значною мірою, на кошти підприємців-меценатів. У програмному виступі на з'їзді гірничого інженера М. С. Авдакова відзначалося:
«Розвиток гірничої та гірничозаводської промисловості взагалі перебуває у тісному взаємозв'язку зі знаннями. Знання — це той стяг, під яким зросли всі успіхи техніки і промисловості. Тому, де тільки техніка і промисловість досягли певного розвитку, виникає питання — чи забезпечені вони технічними силами настільки, щоб просуватися вперед?»
Центром створення таких «технічних сил» і мало стати Катеринославське вище училище, тим більше, що розташовувалося воно в центрі багатих мінеральних «провінцій» України: донецького вугілля, криворізького заліза, бахмутської солі, микитівської ртуті, нікопольського марганцю.
Говорячи про відкриття КВГУ, слід відзначити українських філантропів з ділових кіл, на кошти яких була зведена нова будівля училища (за проєктом архітектора О. М. Бекетова), оснащені навчальні кабінети й лабораторії, зібрана бібліотека. Основні кошти на покриття цих витрат внесли О. К. Алчевський, М. С. Копилов та М. Ю. Карпас. Слід відзначити, що мотивація доброчинності банкірів, купців і промисловців кінця XIX ст. була пов'язана не тільки з їх провідним становищем у соціальній структурі суспільства, а й з особливостями світогляду, духовним складом особистості. В переважній своїй більшості вийшовши із низів, найкращі представники торгово-промислових кіл зберегли у собі також традиції та релігійність народу, які були тим самим моральним стрижнем, без якого духовність і культура взагалі немислимі. Філантропія серед представників ділового світу розглядалася як особлива місія, як виконання призначеного Всевишнім обов'язку.
12 жовтня 1899 р. у Потьомкінському палаці була проведена церемонія відкриття Катеринославського вищого гірничого училища. Першим його директором був призначений гірничий інженер С. М. Сучков (1899—1908), а другим — професор геології М. Й. Лебедєв. Вище гірниче училище спочатку мало два відділення — гірниче і заводське. В училищі були створені бібліотека з двома відділами, мінералогічний музей, хімічна, механічна і пробірна лабораторії, кабінети з кожної дисципліни. 25 травня 1903 р. імператор Микола II затвердив постанову Державної Ради про термін навчання в КВГУ — 4 роки та присвоєння випускникам звання гірничого інженера. 19 червня 1912 р. Державна Дума прийняла Закон про перетворення КВГУ на Катеринославський гірничий інститут (з 1 липня 1912 р). Його першим ректором став той же М. Й. Лебедєв. У 1912 р. кількість викладачів КГІ становила 44 чол., з них 14 професорів, набір студентів становив 700—800 осіб.

## Розвиток гірничої науки в Україні у XX і XXI століттях

### Дніпропетровський гірничий інститут— Гірнича Академія— Національний гірничий університет
У 1918 р. були відкриті маркшейдерське і геологорозвідувальне відділення. У цей же рік інститут одержав право присуджувати вчений ступінь через публічний захист наукових дисертацій. У 1921 р. створено механічний факультет з двома відділеннями — гірничозаводським і електромеханічним. До свого 25-річного ювілею Катеринославський гірничий інститут мав кілька власних будівель, 35 кабінетів і лабораторій, 2 бібліотеки. Працювали в інституті 69 викладачів. Інститут мав три факультети: гірничий (з гірничим і геологічним відділенням); металургійний, гірничо-механічний (з відділеннями механічним і електротехнічним). У 1926 р. на металургійному факультеті було створено хіміко-технологічне відділення для підготовки інженерів-коксохіміків. З 1930 р. гірничий інститут став готувати інженерні кадри тільки для гірничої промисловості та геологорозвідувальних робіт (металургійний факультет виділився в окремий інститут).
Головними, майже сакральними для студентів помешканнями інституту були два кабінети гірничого мистецтва, кожним з яких завідували славнозвісні професори О. М. Терпигорев та М. М. Протодьяконов (пізніше їх заступили Л. Д. Шевяков та І. С. Новосільцев). Саме тут проходили основні стадії «чарівного» перетворення звичайного студента на гірничого інженера. Кабінети містили усі необхідні «атрибути» для цього довготривалого дійства: предмети рудничного обладнання й гірничого інструментарію, різноманітні прилади, моделі, креслення, демонстраційні плакати, унікальні книги та журнали. В цих кабінетах проходило не тільки навчання, але й наукова робота, видатні результати якої ставали відомі на теренах усієї Російської імперії, а також отримали широке світове визнання.
Серед найбільших наукових досягнень перших десятиріч діяльності КГІ слід відзначити застосування аналітичних методів для вирішення задач розкриття й вибору систем розробки вугільних родовищ (наукові школи О. М. Терпигорева та Л. Д. Шевякова); науковий напрямок механізації гірничих робіт (О. М. Терпигорев, Л. І. Барон, О. В. Топчієв, О. А. Співаковський); теорія гірського тиску, аналітичний метод визначення його величини та основи проєктування кріплення (М. М. Протодьяконов); кількісна характеристика гірських порід, шкала відносної міцності порід та коефіцієнт міцності (М. М. Протодьяконов); використання теорії пружності для визначення гірничого тиску навколо гірничих виробок (О. М. Діннік) та ін.
Сьогодні Національний гірничий університет являє собою один із найпотужніших у світі закладів вищої гірничої освіти та науки.

### Макіївська гірничорятувальна станція
Одним із важливих кроків наукового дослідження проблем безпеки гірничих підприємств стало утворення на початку XX ст.
Макіївської гірничорятувальної станції, яка досліджувала технологію кріплення виробок, вентиляції копалень та боротьбу з пожежами в рудниках. Незадовільний стан гірничорятувальної справи і безпеки підземних робіт вимагав від промисловців конкретних дій, що знайшло своє відображення в рішеннях з'їздів гірничопромисловців Півдня Росії про відкриття спеціальних станцій у Юзівсько-Макіївському районі. Для вирішення проблеми були виділені значні приватні кошти. З метою ознайомлення зі світовим досвідом організації гірничорятувальної справи у Німеччину та Австрію були відряджені здібні гірничі інженери. У 1907 р. у м. Макіївці почала працювати рятувальна станція і невелика науково-дослідна лабораторія. Першим керівником Макіївської гірничорятувальної станції був гірничий інженер Д. Г. Левицький. З 1916 р. станцію очолив гірничий інженер М. М. Черницин. Плідна науково-практична діяльність цих вчених заклала підвалини гірничорятувальної справи на теренах усієї Російської імперії. У 1927 р. Макіївську гірничорятувальну станцію перетворено у Макіївський науково-дослідний інститут з безпеки робіт у гірничій промисловості. До 1917 р. на кошти гірничопромисловців були засновані ще сім гірничорятувальних станцій, які забезпечували контроль основних показників безпеки робіт та рятували гірників у випадках пожеж, вибухів, затоплень, обвалень порід.

### В.І.Вернадський. Інститути НАН України
Значний вклад у розвиток наукових досліджень, пов'язаних з гірництвом, внесли інститути Національної академії наук України. Пам'ятаючи античну максиму «початок — половина від цілого», згадаємо ім'я засновника і першого президента Української академії наук (1918 р.) Володимира Івановича Вернадського. Науковий шлях видатного вітчизняного природодослідника й ученого-енциклопедиста значною мірою був дотичний до гірничих наук, генерував нові ідеї «на стиках» гірничих наук з природничими. Мінералогія, кристалографія, геохімія, радіогеологія, вчення про біосферу та ноосферу — ось ті галузі знань, межі яких значно розширив український вчений. Він розглядав людину як природну частину біосфери, а її діяльність — як найважливіший геологічний фактор. Вернадський започаткував дослідження історії гірничо-геологічних знань, читав відповідний курс у Московському університеті, надавав великого значення історії науки і техніки.

### Репресії проти геологів
Упродовж 1919—1953 років були репресовані, втратили роботу або загинули десятки дослідників і практиків у галузі гірничих наук в Україні. Серед них Петро Армашевський, Данило Бабієнко, Микола Безбородько, Іван Бухинник, Павло Василенко, Роман Виржиківський, Вячеслав Висоцький, Антон Гутт, Петро Двойченко, Іван Добринін, Юрій Дуб'яга, Берта Дуброва, Кіндрат Жуковський, Ганна Закревська, Антон Антонович Котвицький, Володимир Крокос, Іван Васильович Кудрявцев, Леонід Павлович Левитський, Іларіон Лепікаш, Яків Лепченко, Федір Лисенко, Олекса Милай, Петро Нечипоренко, Роман Миколайович Палій, Ілля Сергійович Педан, Віктор Васильович Петров, Лія та Федір Полонські, Мечислав Пухтинський, Степан Рудницький, Пантелеймон Іванович Савенко, Іван Григорович Сагайдак, Микола Світальський, Ксенія Цитович.